# Oğuzhan Özyakup
Oğuzhan Özyakup (Zaandam, 23 de setembro de 1992) simplesmente conhecido como Ozzy, é um futebolista profissional turco que atua como meia, atualmente defende o Beşiktaş. Um fruto das categorias de base do Arsenal e do AZ Alkmaar, ele fez sua estréia competitiva pelo Arsenal na Copa da Liga contra o Shrewsbury Town.

## Carreira
Oğuzhan Özyakup fez parte do elenco da Seleção Turca de Futebol da Eurocopa de 2016.